# 1991 BA
1991 BA是太空監視在1991年1月18日發現的一顆小行星的臨時名稱。它以160,000公里的近距離掠過地球，這個距離還不到地球與月球距離的一半。1991 BA的直徑大約只有5-10米（15-30英呎），並且被登錄在哨兵風險表。它遵循一個高離心率（0.682）、低傾角（2.0°），與太陽距離在0.713至3.773天文單位（半長軸2.243AU）的軌道上運行。在1991 BA被發現的時候，它是當時所知在大氣層外離地球最近且最小的小行星。1991 BA非常暗淡，只有在接近地球時才能觀測到，因此被列為失蹤。
以機械模擬和以已知的彈道調適不確定區域顯示這顆小星在2023年1月18日與地球碰撞的機率是1,961,000分之一。估計這個碰撞會在高層大氣產生空氣爆裂，相當於19kt TNT，大約相當於在長崎引爆的小胖子。這顆小行星將會被蒸發，而這種小碰撞每年大約發生一次。

## 外部連結
- IAUC 5172: 1991 BA; 4U 0115+63; 1990c（页面存档备份，存于） – (Central Bureau for Astronomical Telegrams 1991 January 21)